# Il Signore degli Anelli - La guerra dei Rohirrim
Il Signore degli Anelli - La guerra dei Rohirrim (The Lord of the Rings: The War of the Rohirrim) è un film d'animazione del 2024 diretto da Kenji Kamiyama.
Basata sul romanzo Il Signore degli Anelli di J. R. R. Tolkien, la pellicola è il primo adattamento cinematografico in stile anime del romanzo, nonché prequel/spin-off della trilogia de Il Signore degli Anelli diretta da Peter Jackson.

## Trama
Éowyn narra la storia di come Héra, aspirante scudiera di Rohan e figlia del re Helm Mandimartello, non verrà ricordata nei grandi racconti o nelle canzoni.
Circa 183 anni prima degli eventi della Guerra dell'Anello, Freca, un signore Dunlandiano, giunge alla sala di Re Helm con suo figlio Wulf, amico d'infanzia di Héra. Freca è sconvolto dal fatto che Héra debba sposare un signore di Gondor e cerca di forzare il matrimonio tra Wulf e Héra, per usurpare il trono di Rohan. Wulf desidera sposare Héra, ma lei non è interessata. Helm e Freca iniziano una rissa fuori dalla sala, durante la quale Helm uccide involontariamente Freca con un solo colpo, guadagnandosi il soprannome di "Mandimartello".
Wulf, devastato, giura vendetta, se ne va e non si hanno più notizie per anni. Un giorno, Héra e il cugino in parte Dunlandiano Fréaláf incontrano un guerriero del Sud morto, un domatore di olifanti. L'olifante del guerriero, rabbioso, appare e attacca; Héra se ne sbarazza attirandolo in un lago nella foresta dove viene mangiato da un Osservatore nell'acqua. Targg, uno dei generali di Freca, la segue e la rapisce. Viene portata alla roccaforte di Wulf a Isengard e scopre che Wulf è diventato Alto Signore dei Dunlandiani, una schiera di ribelli delle tribù delle colline. Si offre di sposare Wulf per fermare il suo attacco a Rohan, ma viene salvata da Fréaláf e da sua zia Olwyn.
Wulf invade Rohan. Helm pensa che Fréaláf sia un codardo per aver voluto evacuare Edoras alla fortezza di Dunharrow e lo caccia via. Helm si prepara alla battaglia dopo che Lord Thorne promette di allevare degli uomini, ma Héra scopre che Thorne è un traditore; lui cerca di ucciderla, ma Héra e il suo cavallo lo uccidono. Mentre la battaglia prosegue, Héra evacua Edoras a Hornburg dopo aver realizzato che suo padre è stato tradito e che il suo esercito è in inferiorità numerica. Wulf uccide il figlio di Helm, Haleth, in battaglia, poi cattura il fratello di Haleth, Hama, e lo assassina di fronte a Helm, che si è offerto di morire al suo posto. Wulf inizia un assedio di Hornburg che dura l'inverno e costruisce un'enorme torre d'assedio.
Helm, ferito e addolorato, esce di nascosto di notte attraverso un passaggio segreto per uccidere le forze di Wulf usando solo i pugni. Mentre cerca Helm durante una delle sue incursioni notturne e lo aiuta a uccidere un troll, Héra si imbatte in due orchi di Mordor che stanno prendendo anelli dai morti, come ordinato dal loro padrone. Helm conduce Héra ai cancelli di Hornburg. Quando Wulf e le sue forze li inseguono, Helm rimane indietro per coprire la fuga di Héra e muore combattendo, congelato in piedi, con le ginocchia non piegate.
Héra invia un'aquila con l'armatura di Helm a Fréaláf per chiedere aiuto e, vestita con un bellissimo abito da sposa antico, cavalca sul ponte della torre d'assedio che Wulf ha appena abbassato per invadere Hornburg e lo sfida a combattere, per distrarre lui e il suo esercito dai Rohirrim in fuga attraverso il passaggio segreto. Sconfigge Wulf e gli chiede di arrendersi. Targg, che aveva consigliato a Wulf di interrompere l'assedio, è d'accordo con lei, ma Wulf lo uccide. Fréaláf arriva con i suoi uomini e usa il corno e l'armatura di Helm per spaventare i Dunlandiani facendogli credere che Helm sia tornato dalla tomba, mandandoli in fuga. Wulf attacca Héra, ma lei lo strangola a morte con uno scudo, ponendo fine alla guerra.
Helm diventa l'omonimo della valle di Hornburg e della sua roccaforte. Saruman il Bianco è il nuovo custode di Isengard e offre amicizia a Fréaláf, il nuovo re. Héra, non interessata a governare, parte con Olwyn per cercare avventure; il suo primo incontro è Gandalf, che ha domande sugli orchi che ha visto cacciare gli anelli. Éowyn conclude che Héra è rimasta selvaggia e libera fino alla fine dei suoi giorni.

## Produzione

### Sviluppo
La produttrice e sceneggiatrice Philippa Boyens ha rivelato che l'intenzione del film era quella di raccontare una storia ambientata nella Terra di Mezzo che si "adattasse culturalmente agli anime". Visto che desiderava raccontare una storia che non si basasse sull'anello né che vivesse ancora all'ombra di Sauron, Boyens pensò di realizzare un film sulla storia di Helm Mandimartello, il nono re di Rohan e l'ultimo della sua stirpe, nonché colui che ha dato il nome al Fosso di Helm, ambientazione già apparsa sul grande schermo nel secondo film della trilogia di Peter Jackson, Le due torri.
Boyens ha spiegato che quando le è stato proposto di fare il film ha subito pensato che "questa storia sarebbe stata perfetta per un anime perché è molto basata sui personaggi e contenuta nel suo mondo. Parla di cose che funzionano molto bene con la narrazione giapponese". Alla regia venne dunque scelto Kenji Kamiyama, il quale ha lavorato a stretto contatto con un art director della trilogia de Il Signore degli Anelli. Nella squadra creativa vennero confermati delle figure chiave nella realizzazione dei film di Peter Jackson, ovvero Richard Taylor, Alan Lee e l'illustratore John Howe. La pellicola è stata disegnata, animata e montata in Giappone.
Regista e sceneggiatori hanno ampliato la storia originale di Tolkien, concentrandosi sull'Appendice A: Annali dei Re e Governatori del Signore degli Anelli, sezione 2, "La casa di Eorl". Kamiyama e il produttore Joseph Chao hanno ammesso di aver lavorato a lungo senza avere una sceneggiatura completa e che, a metà della produzione, definendo il processo una "battaglia fino all'ultimo minuto" per consegnare il film in tempo.
Boyens e la sceneggiatrice Phoebe Gittins hanno ampliato la storia originale di Tolkien. In particolare, volevano dare a un certo personaggio un nome tutto suo. Boyens ha spiegato:
L'attrice Gaia Wise, che darà la voce al personaggio di Héra, ha parlato della protagonista dicendo:
Nel giugno 2024, Peter Jackson e Fran Walsh vengono confermati come produttori esecutivi.

### Cast
Nel 2022 venne confermato che la narratrice del film sarebbe stata il personaggio di Éowyn e che sarebbe stata doppiata da Miranda Otto (già interprete dello stesso personaggio nella trilogia di Peter Jackson). Parallelamente, Gaia Wise e Luke Pasqualino si unirono al cast vocale, rispettivamente per doppiare la protagonista Héra e l'antagonista Wulf, insieme a Lorraine Ashbourne, Yazdan Qafouri, Benjamin Wainwright, Laurence Ubong Williams, Shaun Dooley, Michael Wildman, Jude Akuwudike, Bilal Hasna e Janine Duvitski.
Brian Cox venne scelto per doppiare Helm Mandimartello. L'attore scozzese ammise di non conoscere bene Tolkien, avendo letto solo un libro dell'autore, aggiungendo a proposito del suo personaggio: "Helm è un sovrano designato, non è tale per diritto divino. Probabilmente è stato un guerriero fino a 55 anni e poi è diventato re. Ed è nei guai. È andato tutto storto. Deve risolvere la situazione".
Ad agosto 2024 venne confermata nel film la presenza di Saruman, personaggio interpretato da Christopher Lee nei film di Jackson.. Sebbene Lee sia morto nel 2015, la voce del personaggio è ancora la sua, in quanto la produzione ha scelto di non coinvolgere un nuovo doppiatore, ma di usare vecchie registrazioni d'archivio del compianto attore. Nello specifico, come ha rivelato Boyens, sono state usate, con il permesso della moglie di Lee, registrazioni vocali che l'attore realizzò per la trilogia de Lo Hobbit. "Abbiamo recuperato le sue registrazioni, abbiamo risentito la sua voce non solo mentre pronunciava le sue battute, ma anche mentre parlava con noi", ha spiegato la produttrice, che ha definito il materiale utilizzato come "un pezzo autentico della performance di Lee".

## Promozione
Il trailer in lingua originale del film è stato distribuito il 22 agosto 2024. Il trailer in lingua italiana del film è stato distribuito il 19 settembre 2024.

## Distribuzione
Il film è stato distribuito nelle sale cinematografiche statunitensi il 13 dicembre 2024, mentre in quelle italiane è uscito il 1º gennaio 2025.

### Edizione italiana
Il doppiaggio della pellicola è curato dalla Laser Digital Film e diretto da Massimiliano Alto, su dialoghi di Cecilia Gonnelli.
Per il personaggio di Éowyn è stata richiamata Ilaria Stagni, già sua doppiatrice nella trilogia originale, mentre per il personaggio di Saruman è stato scelto come nuovo doppiatore Alessandro Rossi, a causa della scomparsa di Omero Antonutti, voce originale dello stregone nei precedenti film.

### Edizioni home video
Il film è stato distribuito in digitale il 27 dicembre 2024, dopo soli 14 giorni dall'uscita cinematografica.

## Accoglienza

### Incassi
A fronte di un budget di 30 milioni di dollari, il film ha incassato 9158572 $ in Nord America e 11300000 $ nel resto del mondo, per un totale di 20458572 $.

### Critica
Il film ha ricevuto recensioni miste da parte della critica. Sull'aggregatore di recensioni Rotten Tomatoes ha un indice di gradimento del 48% basato su 146 recensioni, con un voto medio di 5,7 su 10. Su Metacritic ottiene un punteggio di 54 su 100 basato su 32 recensioni.